# Microxydia gigantula
Microxydia gigantula är en fjärilsart som beskrevs av W. Warren 1905. Microxydia gigantula ingår i släktet Microxydia och familjen mätare. Inga underarter finns listade i Catalogue of Life.